# Chuhuiv
Chuhuiv (tiếng Ukraina: Чугуїв) hay Chuguev (tiếng Nga: Чугуев) là một thành phố thuộc tỉnh Kharkiv của Ukraina. Thành phố này có diện tích 12.77 km², dân số theo điều tra dân số năm 2001 là 36.789 người.